# Grenoble École de management
A Grenoble École de Management (GEM) é uma escola de comércio europeia com campus em Grenoble e Paris. Foi Fundada em 1984

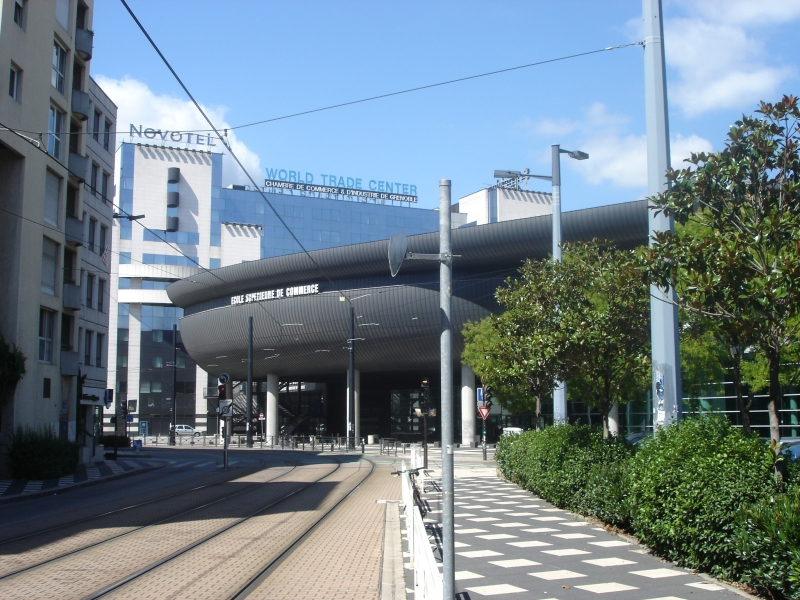
GEM campus.

## Descrição
A GEM possui tripla acreditação; AMBA, EQUIS e AACSB. A escola possui cerca de 30.000 ex-alunos em 143 países, representando mais de 143 nacionalidades.

## Programas
A GEM possui mestrado em Administração e várias outras áreas, tais como Marketing, Finanças, Mídia e Recursos Humanos. Possui também um MBA. Finalmente, a GEM também possui programa de doutorado (PhD). 

## Rankings
Em 2015, seu mestrado em Administração foi considerado como o 20° do mundo pela Financial Times. Seu MBA é considerado como o 94º melhor do mundo.

## International Rankings
|                            | 2014 | 2015 | 2016 | 2017 | 2018 |
| -------------------------- | ---- | ---- | ---- | ---- | ---- |
| FT - Global MBA            | -    | -    | 94th | 92th | N.R. |
| FT - Masters in Management | 15th | 20th | 13th | 33rd | N.R. |
| FT - Master in Finance     | 12th | 12th | 12th | 21st | 16th |